# شعار بورتوريكو
ختم بورتوريكو هو ختم يستخدم لإضفاء الشرعية على وثائق معينة تصدرعن طريق حكومة بورتوريكو. استخدم هذا الختم لأوّل مرة عام 1511 بعد أن منحه ملك إسبانيا. وكانت الحكومة الإسبانية سلمت بورتوريكو إلى الولايات المتحدة الأمريكية بعد نهاية الحرب الأمريكية الإسبانية وفوز الولايات المتحدة بالحرب. والكتابة تحت الشعار تعني (اسمه يوحنا) في إشارة إلى القديس يوحنا المعمدان

## معرض صور